# Lodno
Lodno je naseljeno mjesto u okrugu Kysucké Nové Mesto u Žilinskom kraju u Slovačkoj.

## Stanovništvo
| Godina:     | 1993. | 2003.    | 2013.   | 2023.   |
| ----------- | ----- | -------- | ------- | ------- |
| Broj ljudi: | 897   | 997      | 996     | 963     |
| Razlika:    |       | +11,14 % | -0,10 % | -3,31 % |

| Godina:     | 2022. | 2023.   |
| ----------- | ----- | ------- |
| Broj ljudi: | 962   | 963     |
| Razlika:    |       | +0,10 % |

Prema podatcima o broju stanovnika iz 2023. godine naselje je imalo 963 stanovnika.

## Vanjske poveznice
|  | Zajednički poslužitelj ima još gradiva o temi Lodno |

- Službena stranica naselja (sl.)